# R. Stevie Moore
Robert Steven Moore (ur. 18 stycznia 1952 w Nashville) – amerykański piosenkarz, kompozytor i multiinstrumentalista, tworzący w nurcie DIY/Lo-fi. Jego dorobek stanowi ponad 400 albumów, wydanych (w większości własnym sumptem pod szyldem R. Stevie Moore Cassette Club) na przestrzeni ponad 30 lat i reprezentujących wiele, zarówno popularnych jak i eksperymentalnych, gatunków muzycznych.

## Życiorys
Jest synem Boba Moore’a (basisty grupy The Nashville A-Team, producenta muzycznego, dyrygenta, wieloletniego sidemana Elvisa Presleya).
Profesjonalny debiut Robert Steven Moore zaliczył w wieku siedmiu lat na płycie Songs to Warm the Heart (RCA Victor), gdzie zaśpiewał w duecie z Jimem Reevesem utwór But You Love Me, Daddy.
W 1967 założył z kolegami ze szkoły grupę rockową The Marlborough. Był wówczas także muzykiem sesyjnym i asystentem w wytwórni Mimosa Music założonej przez jego ojca.
W 1971 porzucił naukę w Vanderbilt University, by poświęcić się karierze muzycznej. 5 lat później wydał swój pierwszy, nagrany w warunkach domowych, album Phonography. Pierwsza edycja miała nakład 100 egzemplarzy. Po przeprowadzce do New Jersey wydał w 1978 kolejne albumy: Stance (EP) i Delicate Tension.
Phonography znalazła się na opublikowanej w 1996 liście „50 najważniejszych nagrań indie” magazynu „Rolling Stone”.
W latach 80. Moore bywał gościem emitowanego w telewizji New Jersey Network The Uncle Floyd Show Floyda Vivino. Był także DJ-em w stacji radiowej WFMU.
W 1981 Moore zaczął publikować swoje domowe nagrania pod szydlem RSM Cassette Club.
W 1984 ukazały się komercyjne albumy Everything You Always Wanted To Know About R. Stevie Moore But Were Afraid To Ask oraz What's The Point?!!. Kolejnymi wydawnictwami były Verve, Glad Music (tym razem nagrany w profesjonalnym studio), (1952-19??) i Teenage Spectacular.
Od 1988 Moore publikuje także amatorskie nagrania wideo. Wiele z nich dostępnych jest dziś w serwisie You Tube.
W ostatnich latach Moore nagrał albumy we wspólnie z Yukio Yungiem, z Dave'em Gregorym z grupy XTC, a także z Jadem Fairem z Half Japanese. Współpracował też m.in. z Arielem Pinkiem.

## Albumy wydane komercyjnie
- Phonography (1976)
- Delicate Tension (1978)
- Everything You Always Wanted To Know About R. Stevie Moore But Were Afraid To Ask (1984)
- What's The Point?!! (1984)
- Verve (1985)
- Glad Music (1986)
- (1952-19??) (1987)
- Teenage Spectacular (1987)
- Warning (1988)
- Has-Beens And Never-Weres (1990)
- Greatesttits (1990)
- Contact Risk (1993)
- Revolve (1995)
- Objectivity (z Yukio Yungiem) (1997)
- The Future Is Worse Than The Past (1999)
- Dates (z Dave'em Gregorym) (1999)
- FairMoore (z Jadem Fairem) (2002)
- Hundreds of Hiding Places (2002)
- Hobbies Galore (2003)
- Nevertheless Optimistic (2003)
- Tra La La La Phooey! (2004)
- The Yung and Moore Show (z Yukio Yungiem) (2006)
- Meet The R. Stevie Moore! (2008)
- Special Needs (2008)
- Me, Too (2009)